# Acordulecera ingloria
Acordulecera ingloria – gatunek błonkówki z rodziny Pergidae.

## Taksonomia
Gatunek ten został opisany w 1906 roku przez Friedricha Konowa pod nazwą Acorduleceros inglorius. Jako miejsce typowe podano miasto Mapiri w boliwijskim departamenice La Paz. Syntypem jest samiec. 

## Zasięg występowania
Ameryka Południowa, znany jedynie z Boliwii.